# Ghost Master
Ghost Master (được phát hành dưới cái tên Ghost Master: The Gravenville Chronicles trên Xbox và PlayStation 2) là một game chiến lược giải đố được phát triển bởi studio Sick Puppies của Anh cho Windows. Trò chơi về sau được Feral Interactive phát hành cho Mac OS X. Người chơi hóa thân vào vai Ghost Master, một linh hồn mang thói quan liêu được giao nhiệm vụ thực hiện một số nhiệm vụ nhất định. Mặc dù phần lớn nhiệm vụ của Ghost Master bao gồm những hiện tượng ma ám, nhưng Ghost Master cũng có thể được "gọi lên" nhằm tăng niềm tin vào những cái chết siêu nhiên, trả thù và bầy ma bội ước bị ép buộc. Vì một Ghost Master không thể can thiệp trực tiếp vào thế giới trần tục, nên Ghost Master được giao cho một nhóm các hồn ma cấp dưới để làm điều đó. Khi không làm việc quấy phá nữa, Ghost Master chịu trách nhiệm huấn luyện những hồn ma dưới sự chỉ huy của họ.

## Lối chơi
Trò chơi bao gồm 15 màn. Trong tất cả trừ một vài màn chơi, mục tiêu chính trong game là làm cho tất cả những người bình thường (con người) sợ hãi và khiến họ phải chạy trốn khỏi khu vực trong nỗi kinh hoàng hoặc hóa điên.
Ghost Master có lối chơi tương tự như một tựa game chiến lược thời gian thực. Đầu tiên người chơi chọn những con ma mà mình muốn đưa vào sân. Người chơi không thể chạm trán hết ma ở mọi nơi. Mỗi con ma có một hoặc hai loại đối tượng mà nó có thể bị ràng buộc. Ví dụ, một con ma đã chết trong một vụ cướp chỉ có thể bị ràng buộc với "Kẻ giết người bị cùm chân", trong khi một linh hồn nước chỉ có thể bị ràng buộc vào bồn tắm, bồn rửa hoặc một vũng nước đơn giản.
Một yếu tố hạn chế khác là "Plasm". Tài nguyên số này ra lệnh những khả năng mà một con ma có thể sử dụng. Khi một con người trở nên sợ hãi, Plasm được tạo ra. Với nhiều Plasm hơn, các khả năng mạnh hơn (và nhiều ma hơn) có thể được đưa vào bất cứ lúc nào.
Khi mục tiêu cho một màn chơi đã được hoàn thành, game sẽ đánh giá tiến trình của người chơi. Nhiều yếu tố được xem xét, bao gồm thời gian, mức độ ảnh hưởng đến người thường và bao nhiêu người thường chạy trốn. Nếu người chơi có thể hoàn thành nhiệm vụ khá nhanh, sẽ có một số nhân được thêm vào điểm số cuối cùng. Điểm số này xác định lượng "Plasm Vàng" được cung cấp cho người chơi, được sử dụng để thêm nhiều phép thuật vào kho vũ khí của ma.
Trò chơi kết thúc với một kết cuộc hấp dẫn đến phút cuối cùng khi một tay săn ma mà game gọi là Ghostbreaker mang theo một quả bom sẽ xóa sổ hoàn toàn sự hiện diện siêu nhiên trong thành phố nơi trò chơi diễn ra. Do không có phần tiếp theo, một màn thưởng đã được phát hành cho người hâm mộ, trong đó cung cấp một số kết thúc. Tuy nhiên, màn thưởng chỉ dành cho phiên bản game ở Anh và không được phát hành cho phiên bản bán lẻ ở Mỹ.

### Nội dung thưởng thêm
Màn chơi thưởng thêm được gộp trong phiên bản Steam và Good Old Games của game. Màn chơi thưởng thêm "Class of Spook'em high" là nội dung có thể tải xuống duy nhất được phát hành cho trò chơi. Ở màn này, Ghostbreaker tấn công tổng hành dinh của ghost master, một biệt thự cũ, bị bỏ hoang mà người chơi phải đánh bại Ghostbreaker để giành chiến thắng trong trò chơi. Nội dung phần thưởng được phát hành thay cho phần tiếp theo.

### Linh hồn không yên nghỉ
Mỗi màn chơi còn có "Linh hồn không yên nghỉ", những hồn ma ám bị ràng buộc ở một vị trí nhất định ở một số cấp độ, thường có những địa điểm "bí mật" của những con ma ám này, yêu cầu người chơi sử dụng di chuyển hoặc hoàn thành mục tiêu để tiết lộ vị trí của họ, thường có phần ngoại truyện bật mí lý do tại sao họ ở đó. Người chơi có thể sử dụng những con ma ám mà họ đã mang theo để giải phóng họ bằng một động tác nhất định hoặc một sự kết hợp, một ví dụ ở màn chơi đầu tiên, linh hồn không yên nghỉ, "Weatherwitch" bị ràng buộc với khoảng chân không mà người chơi phải sử dụng máy hút bụi điện di chuyển để giải thoát cô, khiến khoảng chân không gặp trục trặc và giúp giải phóng Weatherwitch.

### Phòng thủ và khả năng chí mạng
Tất cả mọi người bình thường trong game đều có một mức độ niềm tin, điều này phần nào quyết định hiệu quả của sức mạnh của một hồn ma đối với họ. Thanh niềm tin được nâng lên một chút với mỗi nỗi sợ hãi, và sức mạnh đặc biệt có thể nâng cao niềm tin tốt hơn những người khác. Mọi phàm nhân cũng có những nỗi sợ hãi có ý thức và tiềm thức có liên quan đến sức mạnh của một số hồn ma. Sợ một người phàm bằng một sức mạnh lôi cuốn nỗi sợ hãi của họ đặc biệt hiệu quả đối với anh ta hoặc cô ta. Chúng thường không được biết đến ở đầu mỗi cấp độ, nhưng một số hồn ma có khả năng phơi bày những nỗi sợ hãi này.
Người bình thường cũng có mức độ khủng bố và mức độ điên rồ, với những giới hạn nhất định đối với mỗi người. Khi thanh khủng bố của con người được nâng lên một cấp độ nhất định, anh ta/cô ta bỏ trốn, đây là mục tiêu của hầu hết các màn chơi trong game. Thanh điên loạn được lấp đầy chỉ bằng cách sử dụng một số quyền hạn. Khi thanh điên loạn của một người bình thường đạt đến một điểm nhất định, họ sẽ phát điên, điều có thể thấy là giờ họ chỉ đi lang thang trong khu vực của kịch bản một cách điên cuồng và không thể sợ hãi hay phát điên thêm nữa. Thanh sợ hãi giảm dần khi thời gian trôi qua trong game, nhưng thanh niềm tin và sự điên rồ thì không.
Một nơi nào đó giữa người bình thường và ma là linh mục, phù thủy và đồng cốt. Những người này có khả năng xua đuổi tà ma được đưa ra ngoài đồng. Những con ma bị trục xuất không còn có thể sử dụng được trong màn đó nữa, nhưng được trở lại sau khi nhiệm vụ hoàn thành. Ngoài ra, một hình phạt điểm lớn được đánh vào những người chơi cho phép ma quỷ bị trục xuất.
Ghostbreaker là những kẻ nguy hiểm nhất nhìn từ góc độ siêu nhiên. Họ có thể phát hiện và xua đuổi ma quỷ với tốc độ nhanh hơn nhiều so với những người bình thường "đặc biệt" khác đã đề cập trước đây. Họ cũng có thể thực hiện các chiêu thức đặc biệt, ngăn người chơi chống lại, hoặc phơi bày, những con ma bị mắc kẹt bên dưới. Chỉ khi các máy phát điện bị phá hủy, các chiêu thức này sẽ thất bại.

## Đón nhận
Các phiên bản PC và PlayStation 2 đã nhận được "đánh giá chung", trong khi phiên bản Xbox nhận được đánh giá "trái chiều", theo trang web tổng hợp đánh giá Metacritic.
Đội ngũ nhân viên của X-Play đã đề cử Ghost Master cho giải thưởng "Game Chiến lược Hay nhất" năm 2003 của họ, cuối cùng đã thuộc về tựa game Rise of Nations.